# برگزیدن رهبر آینده جمهوری اسلامی ایران
طبق قانون اساسی جمهوری اسلامی ایران، انتخاب سومین رهبر جمهوری اسلامی ایران پس از پایان رهبری سید علی خامنه‌ای با انتخاب اعضای مجلس خبرگان رهبری انجام می‌گیرد. طبق آیین‌نامهٔ مصوب خبرگان برای برگزیدن رهبر باید حداقل دو سوم خبرگان رأی‌دهنده، به نامزد رهبری، رأی دهند.
هم‌اکنون ششمین دوره مجلس خبرگان که در انتخابات ۱۴۰۲ برگزیده شده‌اند و تا سال ۱۴۱۰ دوره نمایندگیشان ادامه دارد، وظیفه انتخاب رهبر در صورت لزوم را بر عهده دارند.
در قانون‌اساسی سخنی از جانشین یا قائم‌مقام رهبری به میان نیامده است؛ ولی خبرگان می‌توانند در زمان رهبر کنونی، جانشین یا قائم‌مقام برای او برگزینند، ولی پس از برکناری حسینعلی منتظری، از سمت قائم‌مقام رهبر جمهوری اسلامی ایران، دیگر از این شیوه، استفاده نشده است.
طبق قانون اساسی، در صورت ناتوانی موقت رهبر از وظیفه‌های خود یا تا هنگام معرفی رهبر پسین، شورایی شامل رئیس‌جمهور و رئیس قوهٔ قضاییه و یکی از فقیهان شورای نگهبان به انتخاب مجمع تشخیص مصلحت نظام همهٔ وظایف رهبری را به‌طور موقت به عهده می‌گیرد. چنانچه در این مدت یکی از ایشان به هر دلیل نتواند وظیفه‌اش را بگذارد، فرد دیگری به انتخاب مجمع، با حفظ اکثریت فقیهان در شورا به جای وی منصوب می‌گردد. خامنه‌ای بیش از ۸۶ سال سن و سابقه‌ای از بیماری‌ها را دارد.

## کنش‌ها در مجلس خبرگان
- قانون اساسی جمهوری اسلامی ایران متن فارسی در ویکی‌نبشته

به نوشته گاردین و رویترز جانشینی برای رهبری در ایران به یک تابو در ایران تبدیل شده است.
اکبر هاشمی رفسنجانی در ۲۹ خرداد ۱۳۹۴ گفته بود که کمیسیونی در مجلس خبرگان «در مقطعی پس از مذاکره با چندصد نفر»، دو نفر را «به‌صورت سری» به‌عنوان گزینهٔ جانشینی خامنه‌ای معرفی کرده است. رفسنجانی در اواخر سال ۱۳۹۴ گفته‌بود: «کمیته‌ای در حال بررسی نامزدهای احتمالی آینده رهبر جمهوری اسلامی است». وی گفته بود که این کمیته در صورت نیاز می‌تواند «یک شورای رهبری» را به‌جای یک شخص رهبر برگزیند. با این حال شورای رهبری در همه‌پرسی بازنگری قانون اساسی سال ۱۳۶۸ از قانون اساسی حذف شده است و این ادعای وی خلاف قانون اساسی است. سید محمود علوی دیگر نمایندهٔ خبرگان از تهران در این باره گفته است در قانون اساسی فعلی جایگاهی برای شورای رهبری نیست. سید یوسف طباطبایی‌نژاد، نماینده ولی فقیه، بهمن ماه ۱۳۹۴ در اصفهان با توجه به تصحیح قانون اساسی و حذف شورای رهبری از آن، تشکیل شورای رهبری را نظریهٔ صحیحی ندانست. همچنین در بهمن ۱۳۹۷ وی و نیز محسن مجتهد شبستری، نمایندهٔ آذربایجان شرقی در مجلس خبرگان رهبری، «خبر تقاضای رهبری مبنی بر تشکیل شورای رهبری» را تکذیب کردند.
در مجلس خبرگان رهبری، کمیسیونی سه‌نفره با عنوان کمیسیون تعیین مصادیق رهبری (کمیسیون تحقیق یا ویژه) وجود دارد که فهرستی از گزینه‌های رهبری را انتخاب و رصد می‌کند و تنها رهبر فعلی می‌تواند از حاصل کار آن‌ها جویا شود. افراد این کمیسیون هم محرمانه هستند. احمد خاتمی در یک نشست مطبوعاتی در سال ۱۳۹۵ گفت که از ۲۰ سال پیش و براساس سخنان خامنه‌ای، کمیته‌ای محرمانه در کمیسیون اصل ۱۰۷ و ۱۰۹ قانون اساسیِ مجلس خبرگان رهبری برای انتخاب رهبر آیندهٔ جمهوری اسلامی تعیین شده است. خاتمی گفته است که خامنه‌ای پیش از این به اعضای مجلس خبرگان رهبری گفته است که این مجلس «باید در آستین خود ۱۰ جایگزین رهبری داشته باشد». خاتمی همچنین با اشاره به این‌که تنها رهبر جمهوری اسلامی می‌تواند به اطلاعات این کمیته دسترسی داشته باشد، افزود: «هیچ فرد دیگر حتی بنده، نه تنها دنبال آن نرفته‌ام بلکه نمی‌خواهم آن را پیگیری کنم تا مطالب محرمانه را ببینم». وی با اعلام این‌که تنها خامنه‌ای، رهبر کنونی، می‌تواند به اطلاعات این کمیته دسترسی داشته باشد، گفته است که اگر خامنه‌ای بخواهد، اسامی این افراد در اختیارش قرار خواهد گرفت. خاتمی در ۲۶ آذر ۱۳۹۴ گفته بود که این کمیته «با رعایت رازداری» دربارهٔ «افراد در مظان رهبری» تحقیق و گزارش آن را به رهبر کنونی جمهوری اسلامی ارائه می‌کند. وی همچنین گفته بود که از خبرگان اول کمیته‌ای در این رابطه تشکیل شده بوده است. مرتضی مقتدایی در سال ۱۳۹۵، وجود کمیته‌ای ۳نفره برای تعیین فهرست محرمانهٔ جانشین‌های خامنه‌ای را اعلام کرد. هاشم هاشم‌زاده هریسی در خرداد ۱۳۹۵ در مصاحبه‌ای با خبرآنلاین در مورد برگزیدن جانشین خامنه‌ای گفته است: «کمیسیون اصل ۱۰۹ در مجلس خبرگان، نحوهٔ شرایط رهبر و تعیین و معرفی نامزدهای رهبری را بررسی می‌کند. کار این کمیسیون این است که در سراسر ایران و حتی خارج از ایران، هر کسی را که از شرایط و استعداد رهبری برخوردار باشد و می‌تواند نظام اسلامی را با قدرت و صحت رهبری کند، شناسایی نماید. اعضای این کمیسیون، ثابت نیستند و هر دو سال یک بار، با انتخاباتی مجدد در مجلس خبرگان، تغییر پیدا می‌کنند.» هاشم‌زاده همچنین با عدم پاسخ در مورد هویت اعضای کنونی و پیشین کمیسیون ۱۰۹ گفت: «مصلحت این است که این امور، محرمانه کار شود و محرمانه بماند چون این مسئله از محرمانه‌های درجه اول و اسرار نظام است. ملت هم همین را می‌خواهد و راضی نیست که این امور، علنی شود و همه بدانند.» او همچنین افزود «تا جایی که من می‌دانم از ایشان (خامنه‌ای) نظرخواهی نشده و در دیدارهایی که تاکنون اعضای خبرگان در پایان هر اجلاسیه با رهبری داشته‌اند، ایشان تاکنون در این باره نظری نداده‌اند.» محسن اراکی عضو پنجمین مجلس خبرگان رهبری در سال ۱۳۹۸، اعلام کرده بود که فقط ۳ نفر از گزینه‌های رهبری اطلاع دارند. در همین خصوص هاشم هاشم‌زاده هریسی اظهار داشته بود لیست از افرادی که واجد شرایط هستند توسط ۳ نفر یادداشت شده و به کمیسیون ارایه می‌شود. در این کمیسیون فقط کار کارشناسی انجام می‌شود. لیست تهیه شده در آن به لحاظ حقوقی اعتبار ندارد و انتخاب رهبر بجهت حقوقی فقط توسط رای خبرگان انجام می‌گیرد. به گفته او به دلیل تجربه ناموفق قبلی، کمیسیون نام گزینه را اعلام نخواهد کرد.
علی خامنه‌ای چندین بار دربارهٔ انتخاب جانشین خود، مطالبی را مطرح کرده است. او در تیر ۱۴۰۱ در دیدار با اعضای مجلس خبرگان رهبری گفته است که در انتخاب رهبر آینده «رودربایستی و مصلحت‌اندیشی» در کار نباشد.
احتمال انتخاب مجتبی خامنه‌ای فرزند علی خامنه‌ای به‌عنوان جانشین در نشست سالانه خبرگان مطرح شد و منتقدان و حامیانی از جمله امام جمعه سرشناس شهر بهارستان اصفهان داشت.
رحیم توکل از اعضای مجلس خبرگان در آذر ۱۴۰۲ گفت یک کمیته ویژه این مجلس با عضویت خود او در حال کار بر روی تعیین یک قائم مقام رهبری است و برخی افراد شناسایی شده‌اند ولی این کمیته تنها با رهبر مشورت می‌کند و کسی از نامزدها اطلاع ندارد.

## گزینه‌های احتمالی
رهبری ایران هیچ‌گاه به‌طور عمومی در خصوص جانشین‌های احتمالی بحث نمی‌کند، که پاسخ به این که چه کسی کشور را پس از درگذشت خامنه‌ای اداره خواهد کرد را به پرسشی برای گمانه‌زنی تبدیل کرده است. در گزارش فارن افرز در ۲۰۲۳ نوشته شد که با توجه به این که خامنه‌ای با خیزش روبرو است جانشینی را احتمال دارد به یک بحران بدل کند و نتیجه آن خلأ و نزاع است.

### فهرست
اگرچه هیچ گزارش و اظهارنظر رسمی از سوی خبرگان رهبری که تعیین‌کنندگان قانونی رهبر هستند در این‌باره منتشر نشده است، اما تحلیلگران برخی رسانه‌ها گمانه‌زنی‌هایی دربارهٔ جانشین رهبری ارائه داده‌اند. افرادی که دربارهٔ آن‌ها گمانه‌زنی شده (به ترتیب سن):

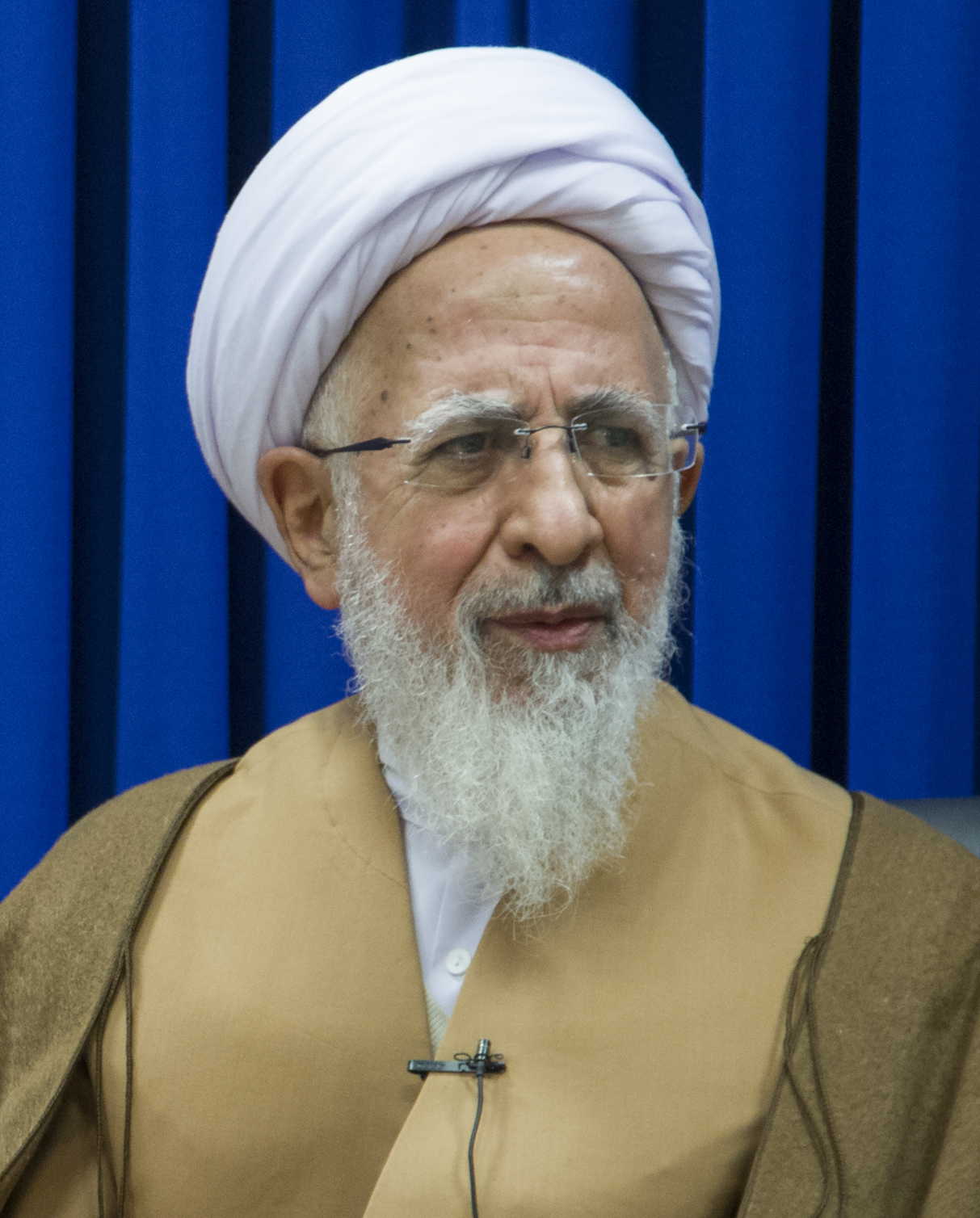
عبدالله جوادی آملی
( سن: ۹۲ سال، ۹۵ روز)
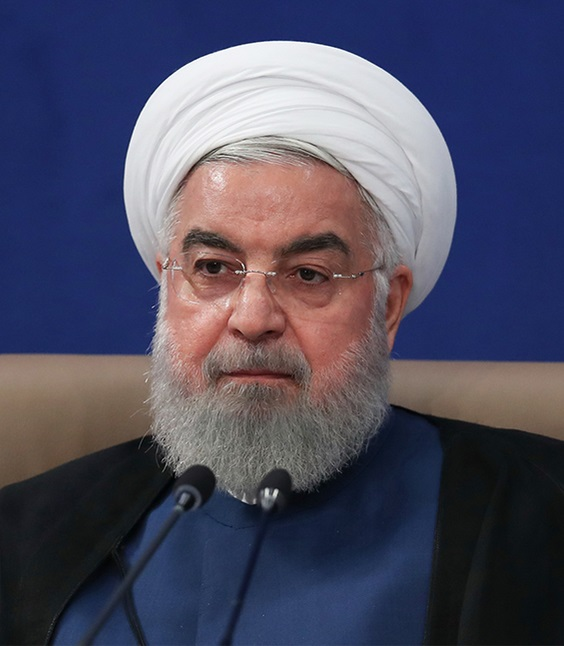
حسن روحانی
(سن: ۷۶ سال، ۲۶۸ روز)
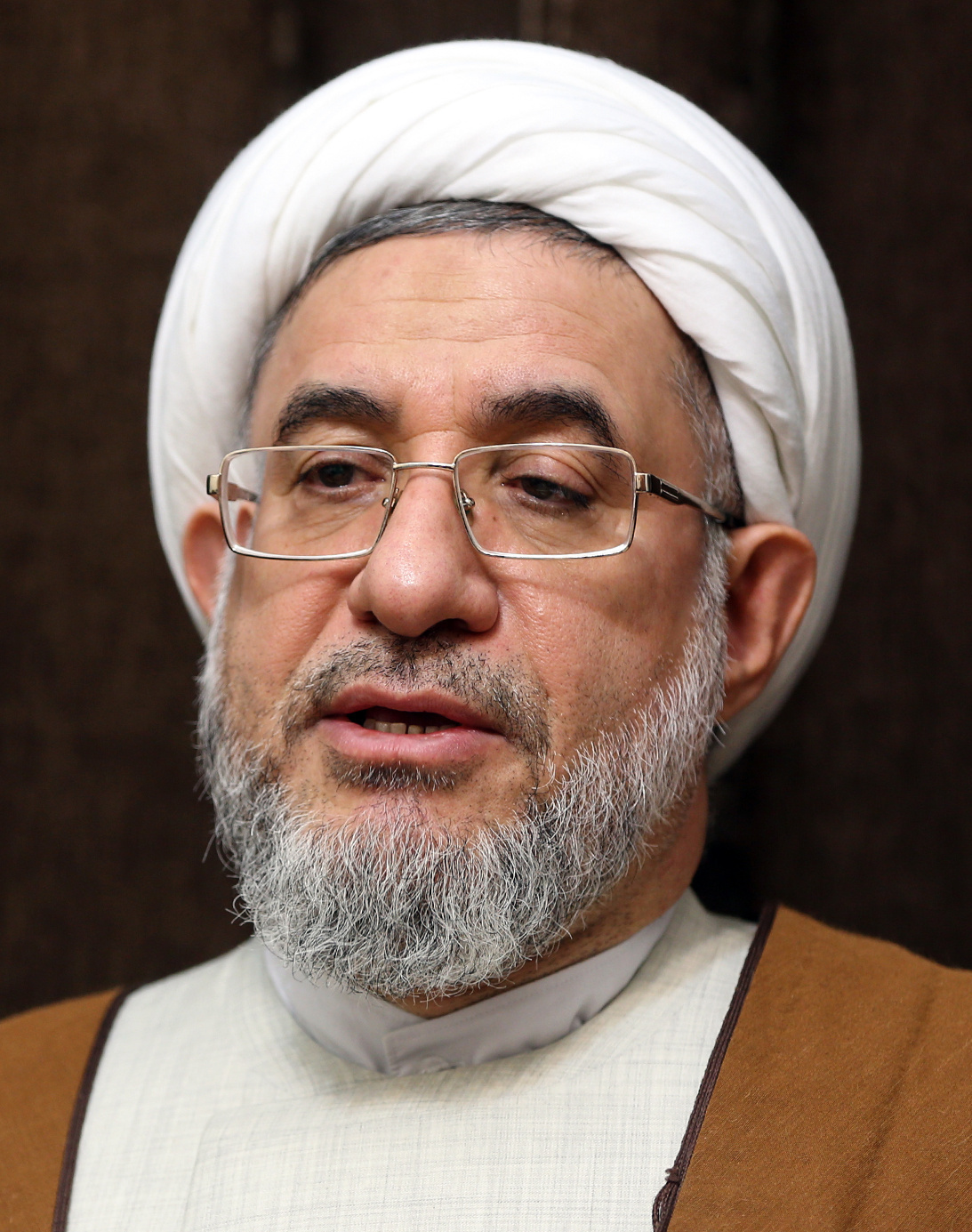
محسن اراکی
(سن: ۶۸–۶۹)
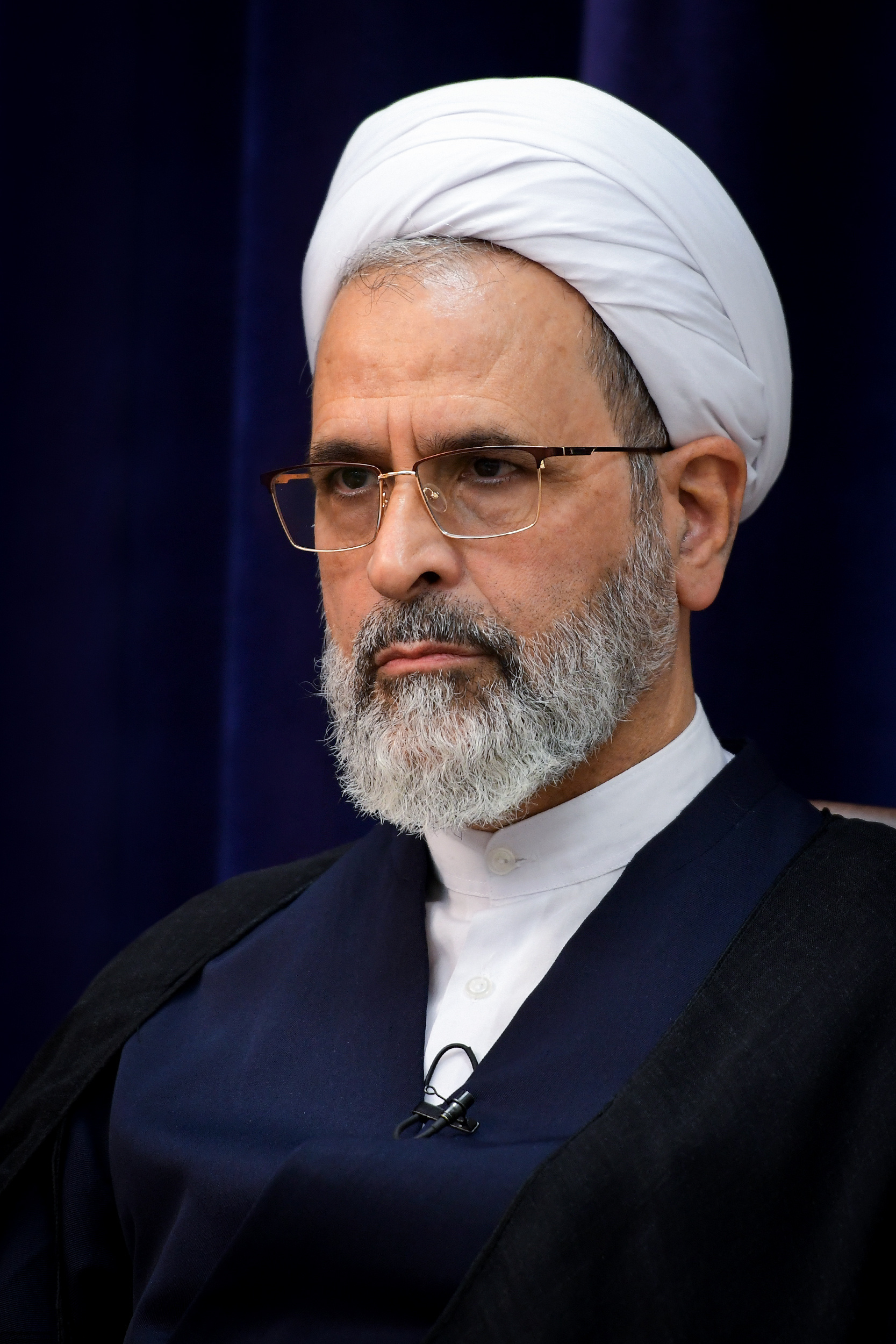
علیرضا اعرافی
(سن: ۶۵–۶۶ سال)
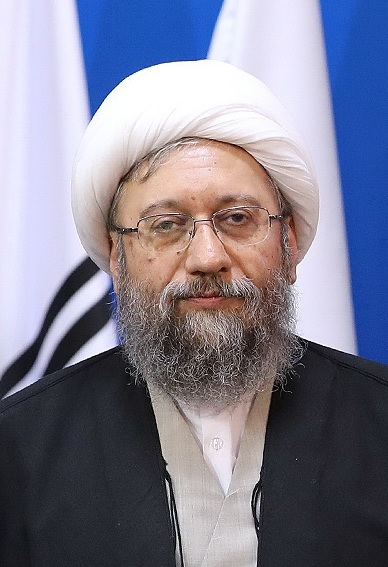
صادق لاریجانی
(سن: ۶۴ سال، ۱۴۸ روز)
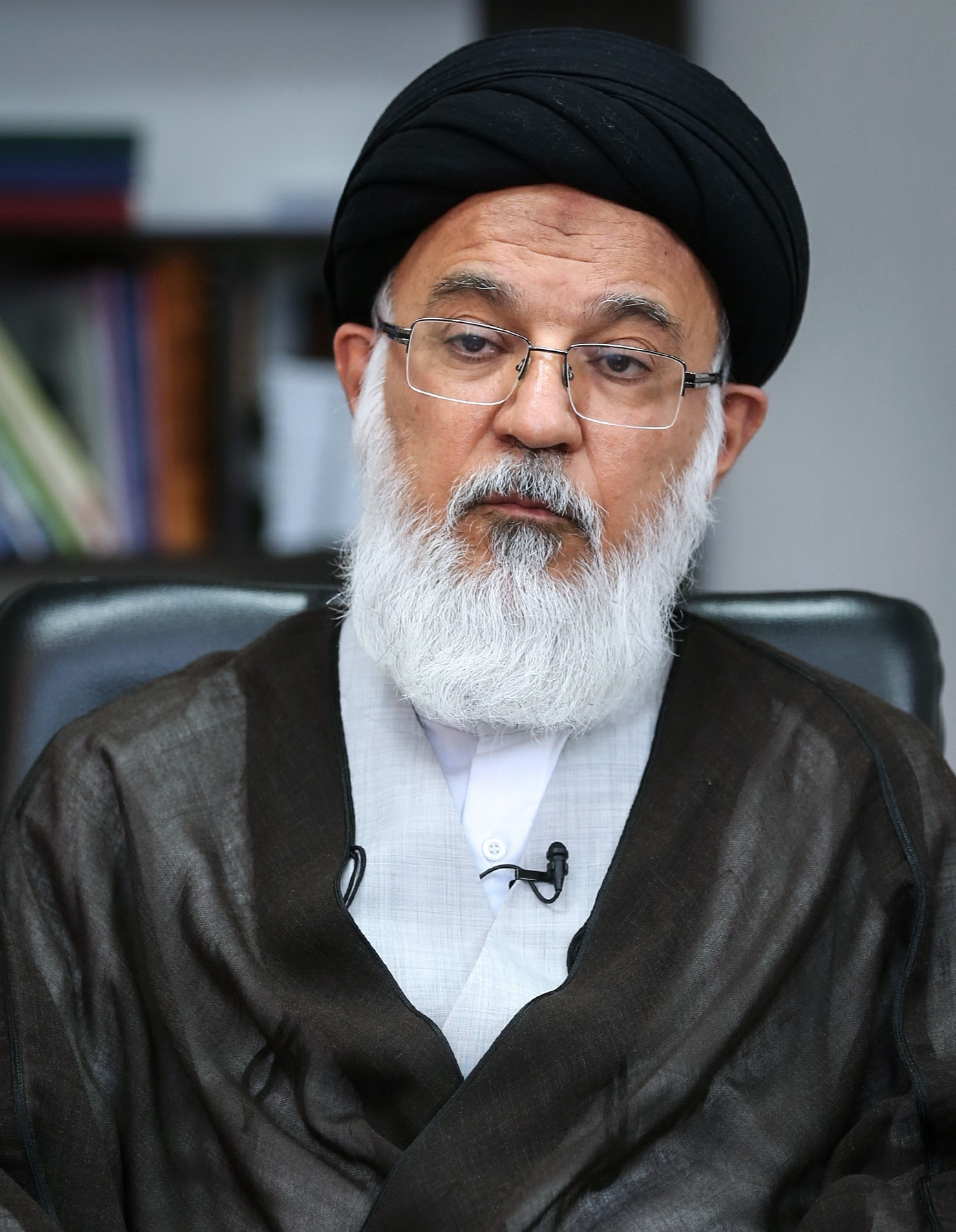
سید محمدمهدی میرباقری
(سن: ۶۳–۶۴ سال)
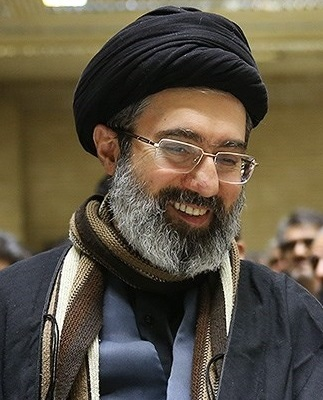
سید مجتبی خامنه‌ای
(سن: ۵۵ سال، ۳۳۳ روز)
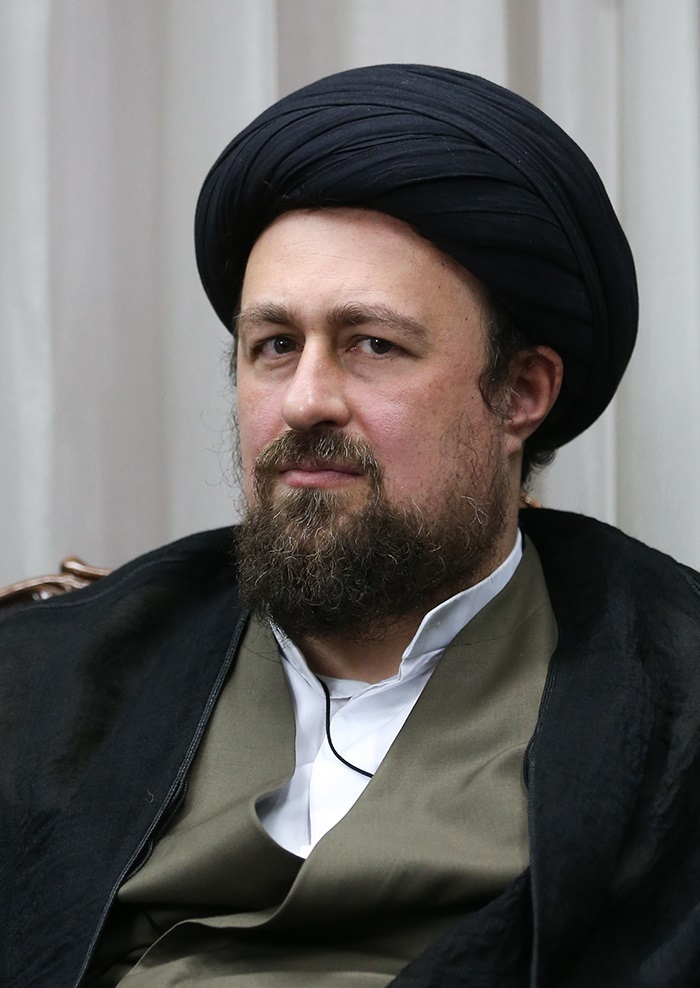
سید حسن خمینی
(سن: ۵۳ سال، ۴۵ روز)

### درگذشتگان
افراد زیر در دوران زنده بودنشان به عنوان نامزدهای احتمالی رهبری تلقی می‌شدند.
| نام                     | تصویر | زندگی         | زندگی            | زندگی           | سوابق |
| نام                     | تصویر | ولادت         | وفات             | سن              | سوابق |
| ----------------------- | ----- | ------------- | ---------------- | --------------- | --- |
| عباس واعظ طبسی          |       | ۳ تیر ۱۳۱۴    | ۱۴ اسفند ۱۳۹۴    | ۸۰ سال، ۲۵۴ روز | - متولی آستان قدس رضوی (۱۳۵۷–۱۳۹۴) - نماینده مجلس خبرگان رهبری (۱۳۶۲–۱۳۹۴) - عضو حقیقی مجمع تشخیص مصلحت نظام (۱۳۷۰–۱۳۹۴) |
| اکبر هاشمی رفسنجانی     |       | ۳ شهریور ۱۳۱۳ | ۱۹ دی ۱۳۹۵       | ۸۲ سال، ۱۳۷ روز | - سرپرست وزارت کشور (۱۳۵۸) - نماینده و رئیس مجلس شورای اسلامی (۱۳۵۹–۱۳۶۸) - نماینده مجلس خبرگان رهبری (۱۳۶۲–۱۳۹۵) - رئیس‌جمهور ایران (۱۳۶۸–۱۳۷۶) - عضو حقیقی و رئیس مجمع تشخیص مصلحت نظام (۱۳۶۸–۱۳۹۵) - رئیس مجلس خبرگان رهبری (۱۳۸۶–۱۳۸۹)                               |
| سید محمود هاشمی شاهرودی |       | ۲۴ مرداد ۱۳۲۷ | ۳ دی ۱۳۹۷        | ۷۰ سال، ۱۳۱ روز | - عضو شورای نگهبان (۱۳۷۳–۱۳۷۸؛ ۱۳۸۸–۱۳۹۷) - نماینده مجلس خبرگان رهبری (۱۳۷۷–۱۳۹۷) - رئیس قوه قضائیه (۱۳۷۸–۱۳۸۸) - عضو حقیقی مجمع تشخیص مصلحت نظام (۱۳۸۸–۱۳۹۷) - رئیس هیئت عالی حل اختلاف و تنظیم روابط قوای سه‌گانه (۱۳۹۰–۱۳۹۷) - رئیس مجمع تشخیص مصلحت نظام (۱۳۹۶–۱۳۹۷) |
| ابراهیم امینی           |       | ۹ تیر ۱۳۰۴    | ۵ اردیبهشت ۱۳۹۹  | ۹۴ سال، ۳۰۰ روز | - نماینده مجلس خبرگان رهبری (۱۳۶۲–۱۳۸۵؛ ۱۳۹۵–۱۳۹۹) - نایب رئیس دوم مجلس خبرگان رهبری (۱۳۶۴–۱۳۸۵) - عضو حقیقی مجمع تشخیص مصلحت نظام (۱۳۷۵–۱۳۹۹) |
| محمد یزدی               |       | ۹ مهر ۱۳۱۰    | ۱۹ آذر ۱۳۹۹      | ۸۹ سال، ۴۰ روز  | - نماینده مجلس خبرگان قانون اساسی (۱۳۵۸) - نماینده مجلس شورای اسلامی (۱۳۵۹–۱۳۶۷) - عضو شورای نگهبان (۱۳۶۷–۱۳۶۸؛ ۱۳۷۸–۱۳۹۹) - رئیس قوه قضائیه (۱۳۶۸–۱۳۷۸) - نماینده مجلس خبرگان رهبری (۱۳۶۹–۱۳۹۵) - رئیس مجلس خبرگان رهبری (۱۳۹۳–۱۳۹۵)                                   |
| محمدتقی مصباح یزدی      |       | ۱۱ بهمن ۱۳۱۳  | ۱۲ دی ۱۳۹۹       | ۸۵ سال، ۳۳۷ روز | - عضو مجلس خبرگان رهبری (۱۳۶۹–۱۳۹۵) |
| محمد محمدی ری‌شهری       |       | ۷ آبان ۱۳۲۵   | ۱ فرودین ۱۴۰۱    | ۷۵ سال، ۱۴۵ روز | - دادستان کل کشور (۱۳۶۸–۱۳۷۰) - وزیر اطلاعات جمهوری اسلامی ایران (۱۳۶۳–۱۳۶۸) - نماینده مجلس خبرگان رهبری (۱۳۹۵– ۱۴۰۱) |
| سید ابراهیم رئیسی       |       | ۲۳ آذر ۱۳۳۹   | ۳۰ اردیبهشت ۱۴۰۳ | ۶۳ سال، ۱۵۸ روز | - نماینده مجلس خبرگان رهبری (۱۳۸۵– ۱۴۰۳) - متولی آستان قدس رضوی (۱۳۹۴– ۱۳۹۸) - عضو حقیقی مجمع تشخیص مصلحت نظام (۱۳۹۶– ۱۳۹۷) - رئیس قوه قضائیه (۱۳۹۷– ۱۴۰۰) - رئیس‌جمهور ایران (۱۴۰۰–۱۴۰۳)                                                                                |